# Banco Santander
Die Banco Santander, S.A. (oftmals auch als Grupo Santander bezeichnet) mit Firmensitz in Santander, Kantabrien (und Verwaltungssitz in Boadilla del Monte bei Madrid) ist eine börsennotierte spanische Universalbank. Das 1857 gegründete Unternehmen entwickelte sich seit Beginn der 1990er Jahre durch zahlreiche Übernahmen und Fusionen zu der größten Bank Spaniens.
Die Bank ist eine der 29 Großbanken, die 2011 vom Financial Stability Board (FSB) als „systemically important financial institution“ (systemisch bedeutsames Finanzinstitut) eingestuft wurden. Sie unterliegt damit einer besonderen Überwachung und strengeren Anforderungen an die Ausstattung mit Eigenkapital.

## Hintergrund & Geschichte
Nach der Fusion der Banco Santander mit der Banco Central Hispano 1999 entstand die größte Universalbank Spaniens. Nach dieser Fusion mit Banco Central Hispano firmierte das Unternehmen unter Banco Santander Central Hispano. Im August 2007 wurde die Firmierung wieder auf Banco Santander geändert.

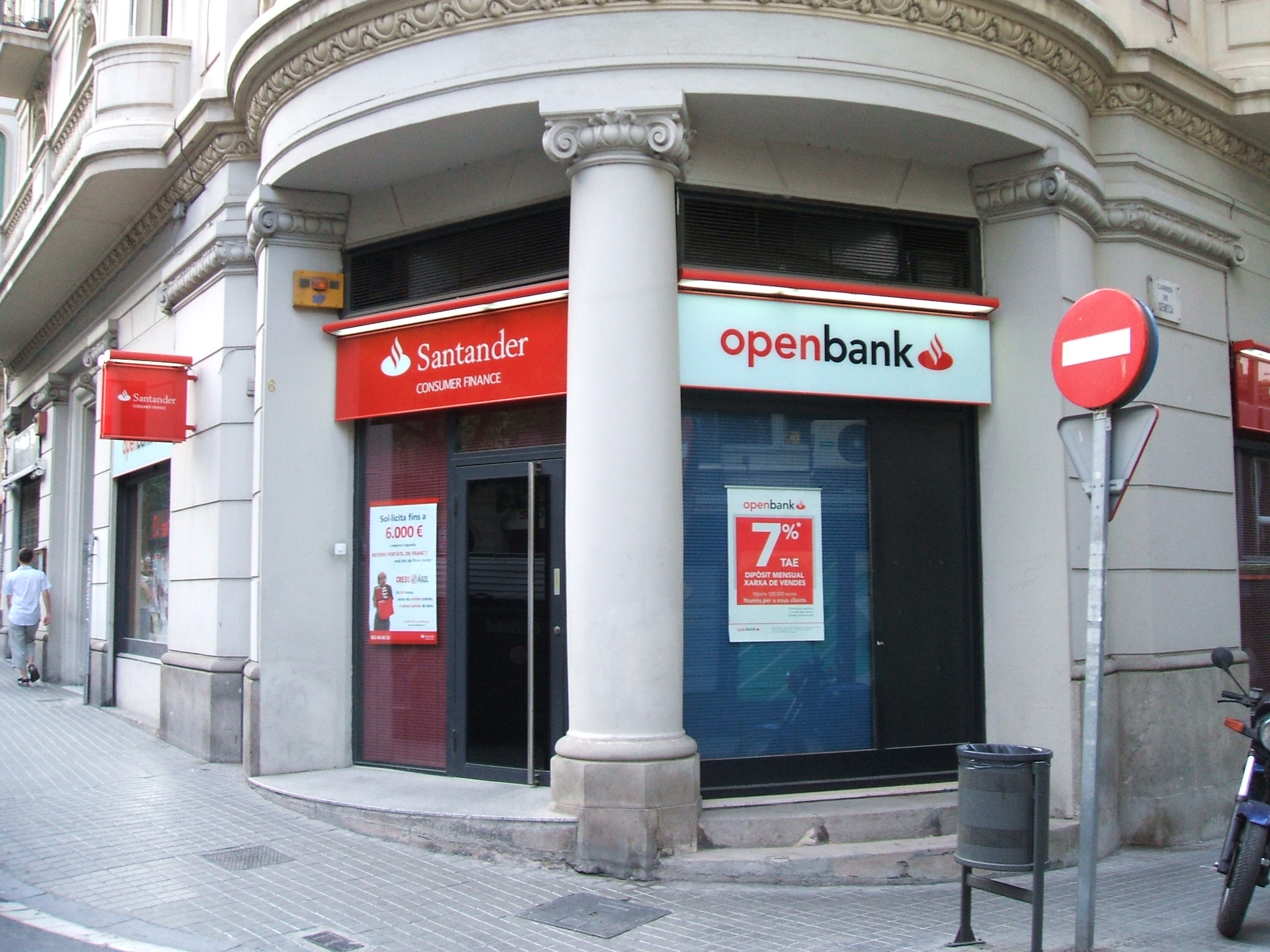
Banco Santander, S.A. und Onlinebank Openbank Filiale in Barcelona

Kernbereiche sind das Retail Banking, Asset Management & Private Banking (inklusive Versicherungen), das globale Großkunden-Banking und Online Financial Services.
Ihren Erfolg verdankt die Bank der Geschäftsstrategie, den Kunden deutlich höhere Guthabenzinsen und deutlich geringere Darlehenszinsen als bei der Konkurrenz anzubieten. Santander steigerte den Nettogewinn im Jahr 2005 um 72,5 Prozent auf 6,2 Milliarden Euro. 2007 übernahm sie mit der Royal Bank of Scotland und Fortis die ABN AMRO. Die Gruppe hat mehr als 106 Millionen Kunden und rund 14.000 Zweigstellen in mehr als 40 Ländern. Die Bank beschäftigt rund 183.000 Mitarbeiter.
Im Geschäftsjahr 2009 überraschte die Bank angesichts der Krise mit einem um 0,7 % gestiegenen Ergebnis auf 8,94 Milliarden Euro und erreicht damit das beste Ergebnis der Unternehmensgeschichte.
Anfang 2009 übernahm Santander das Österreich-Geschäft der GE Money Bank und arbeitet seit Oktober 2009 unter dem Namen Santander Consumer Bank in Österreich.
In Deutschland ist Banco Santander mit der 100%igen Tochter Santander Consumer Bank vertreten, die sich auf Absatzfinanzierung von Kraftfahrzeugen und Konsumgütern spezialisiert hat.
Im Juli 2010 wurde bekannt, dass die Banco Santander 173 Filialen der SEB AG übernimmt und sich somit mit sieben Millionen Privatkunden auf Platz vier noch vor die ING DiBa setzt. Dadurch zog sich die SEB Bank AG komplett aus dem Privatkundengeschäft zurück und 2.400 Mitarbeiter gingen zur Banco Santander über, mit einer Beschäftigungsgarantie bis Ende 2011.
Im September 2010 meldete Banco Santander, sie sei zu einem Übereinkommen zum Kauf einer Beteiligung der Allied Irish Banks am drittgrößten polnischen Geldinstitut, Bank Zachodni WBK (BZ WBK) in Höhe von 2,9 Milliarden Euro gekommen, 150 Millionen mehr als eine 50 %-Beteiligung an BZ WBK. Santander meldete zugleich, dass sie ein Kaufangebot über die restlichen 30 Prozent der Aktien unterbreiten werde, was einen weiteren Betrag von 1,2 Milliarden Euro ausmache.
Im Januar 2013 wurde bekannt, dass Santander für mögliche Ausfälle bei Krediten im Gesamtjahr 2012 konzernweit 12,7 Milliarden Euro an Wertberichtigungen bildete; das waren fast 30 Prozent mehr als für das Jahr 2011. Zusätzlich musste Santander noch 6,1 Milliarden Euro auf ihren Bestand an Immobilienkrediten abschreiben, um gesetzliche Vorgaben der Regierung zu erfüllen. Die Banken in Spanien leiden neben der Rezession (siehe auch Eurokrise#Spanien)
vor allem unter der Krise am Immobilienmarkt im eigenen Land.
Am 7. Juni 2017 gab die Europäische Bankenaufsichtsbehörde, das Single Resolution Board (SRB) bekannt, dass die Bank die Banco Popular Español für einen Euro übernommen hat, um deren Konkurs abzuwenden. Mittels der Übernahme wird Santander nach eigenen Angaben im Heimatmarkt Spanien zum Marktführer aufsteigen. Zur Finanzierung bzw. zur Stärkung des Eigenkapitals nach der Übernahme wurde seitens der Banco Santander für Juli 2017 eine Kapitalerhöhung in Höhe von 7 Mrd. EUR angekündigt.
Bis Ende 2020 übernimmt Banco Santander das europäische Geschäft von Wirecard durch teilweise Übernahme von Mitarbeitern und Kauf der Technik, jedoch ohne Kunden. Die Bank ist ein Payment-Service-Provider.

## Aktie
Von den mehr als 3,3 Millionen Aktionären sind die Mehrzahl Kleinanleger, die rund 70 % der Aktien innehalten. Als Großaktionäre sind nur institutionelle Anleger wie die State Street Bank and Trust Co. Boston (8,34 %), Chase Nominees Ltd (7,97 %), EC Nominees Ltd. (6,46 %) und die Bank of New York Mellon Corporation (5,55 %) bekannt. Zu Beginn der weltweiten Finanzkrise ab 2007 stieg der Aktienkurs zeitweise auf über 12 Euro und sackte Anfang des Jahres 2009 aber auf etwa 4 Euro ab. Für die Geschäftsjahre 2009–2013 wurde jeweils gleichbleibend eine Dividende von 0,60 Euro je Aktie gezahlt, was zwischenzeitlich einer Rendite von mehr als 10 % entsprach.
Die Santander-Aktie ist an den Börsen Madrid, Mexiko-Stadt und Warschau sowie über Hinterlegungsscheine an der New York Stock Exchange sowie London Stock Exchange notiert.
Die totale Marktkapitalisierung der Banco Santander liegt im März 2020 bei 42,8 Mrd. USD; noch Anfang 2017 kam sie auf 89,4 Mrd. USD und war somit die zweitwertvollste Bank Europas. Ende März 2025 lag die Marktkapitalisierung der Banco Santander bei 110 Milliarden USD und ist damit nach HSBC wieder zweitwertvollste Bank Europas.

## Unternehmensleitung

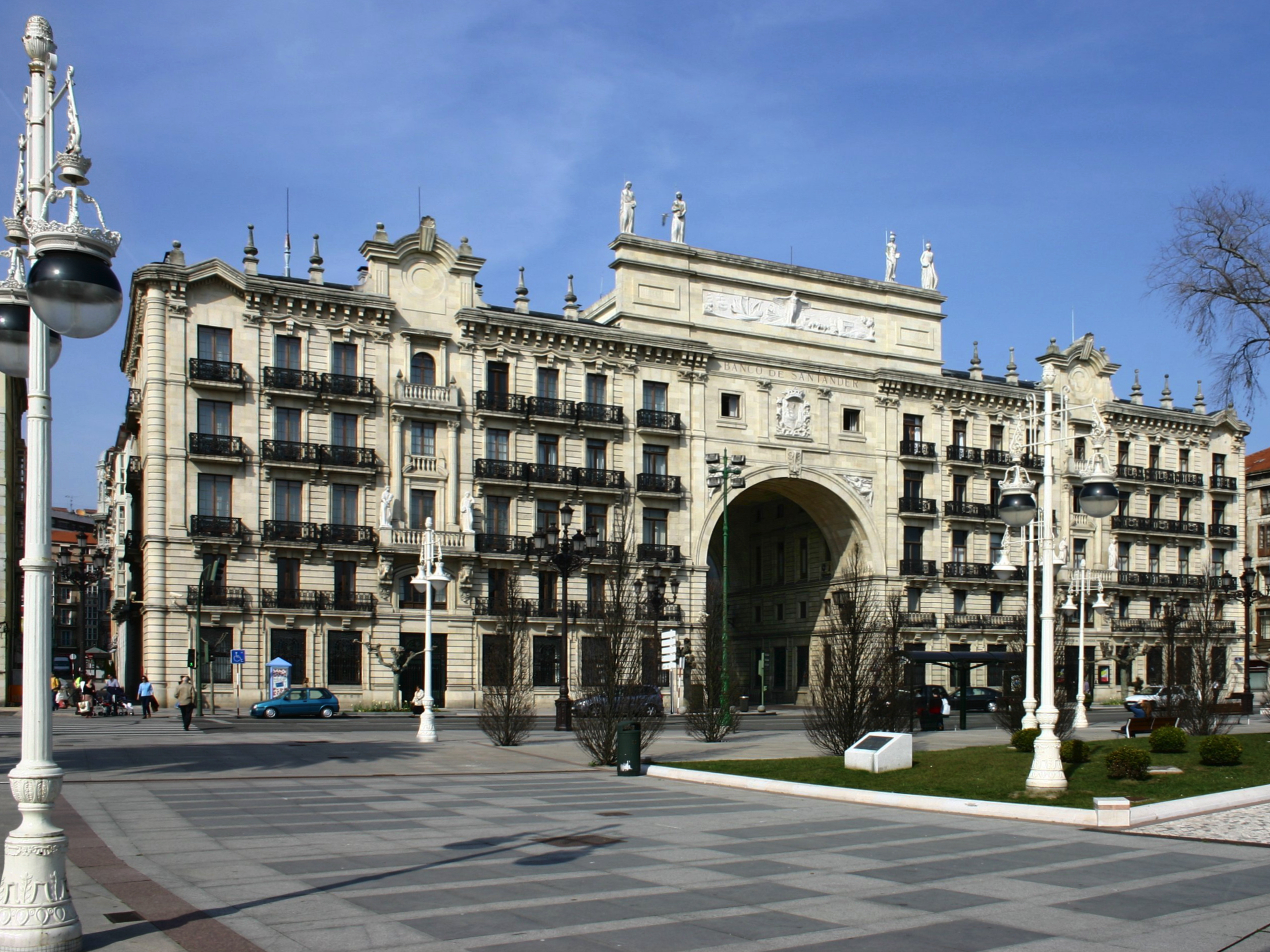
Historischer Verwaltungssitz der Banco Santander in Santander

Nach dem Tod ihres Vaters Emilio Botín am 9. September 2014, eines Juristen und Ökonomen, der die Bank von 1986 bis zu seinem Tode geleitet hatte, wurde die 53-jährige Ana Patricia Botín von der Bank als seine Nachfolgerin benannt. Emilio Botíns Urgroßvater hatte die Bank 1857 gegründet. Damit wird die Bank in vierter Generation ununterbrochen von der Familie Botín geführt.
Vorstandsvorsitzender war von 2002 bis 2013 Alfredo Sáenz Abad, der im Dezember 2009 wegen einer Falschaussage aus dem Jahr 1994 als Chef der Santander-Tochter Banesto zu sechs Monaten Haft verurteilt wurde. Er musste die Haftstrafe nicht antreten, da er nicht vorbestraft war und die Strafe unter einer Grenze von zwei Jahren blieb. Sáenz ging in Berufung und wurde 2011 vom Ministerpräsidenten Zapatero begnadigt. Im Februar 2013 hob der Oberste Gerichtshof den Straferlass teilweise wieder auf. Damit gilt Sáenz als vorbestraft.
Im April 2013 trat Sáenz von seinem Amt zurück, sein Nachfolger wurde der bisherige Geschäftsführer Javier Marin.

## Tochterunternehmen
- Global: Santander Private Banking International (SPBI). Santander Consumer Finance
- Service: gesban, geoban, produban, isban, Aquanima
- Europa
  -  Spanien: Banco Santander, Santander Consumer Finance, Banesto, Openbank, BANIF
  - Banco Popular Español für einen Euro am 7. Juni 2017[11]
  -  Belgien: Santander Consumer Finance Benelux B.V.
  -  Deutschland: Santander Consumer Bank AG, Santander Consumer Holding GmbH, Santander Consumer Leasing GmbH, Santander Consumer Debit GmbH, Santander Service GmbH, Santander Consumer, autoboerse.de AG, Geoban S.A. (Zweigniederlassung Deutschland), Santander Global Facilities S.L.
  -  Italien: Santander Consumer Bank
  -  Niederlande: Santander Consumer Finance Benelux B.V.
  -  Norwegen: Santander Consumer Bank
  -  Österreich: Santander Consumer Bank GmbH, Santander Consumer Services GmbH
  -  Polen: Santander Consumer Bank, Bank Zachodni WBK
  -  Portugal: Banco Santander Totta, Grupo Santander Totta, Santander Consumer Finance
  -  Schweiz: Banco Santander International,[25][26] Optimal Investment Services,[27] Santander Wealth Management International,[28] Banco Santander Totta[29]
  -  Tschechien: Santander Consumer Finance
  -  Ungarn: Santander Consumer Finance
  -  Vereinigtes Königreich: Santander Consumer Finance. cahoot. Alliance & Leicester
- Amerika
  -  Argentinien: Santander Río, Orígenes AFJP
  -  Bahamas: Santander Private Banking
  -  Brasilien: Banco Santander (Brasil S.A.)
  -  Chile: AFP Bansander, Banco Santander Santiago, Banco Santander Banefe
  -  Mexiko: Banco Santander Serfin
  -  Panama: Banco Santander de Panamá
  -  Puerto Rico: Banco Santander Puerto Rico, Santander Overseas Bank
  -  Uruguay: Banco Santander Uruguay
  -  Vereinigte Staaten: Santander Private Banking, Santander Consumer USA, Sovereign Bank
- Afrika
  -  Marokko: Attijariwafa Bank
  -  Mosambik: Banco Standard Totta de Mozambique
  -  São Tomé und Príncipe: Banco Internacional de Santo Tomé y Príncipe

## Markenauftritt in Deutschland
Die Banco Santander befand sich seit Herbst 2011 in einem Streit mit dem Deutschen Sparkassen- und Giroverband (DSGV) über die Verwendung der Farbe Rot in ihrem Markenauftritt. Die Santander-Banken unterlagen mit ihrem Antrag, die beim Patent- und Markenamt eingetragene Marke für das charakteristische Rot der Sparkassen zu löschen. Im Dezember 2019 einigten sich die Sparkassen und Santander in einem nur für Deutschland gültigen Vergleich. Er erlaubt Santander die Nutzung seines Logos im roten Farbton HKS14 weiterhin uneingeschränkt, begrenzt die Nutzung des helleren HKS13-Farbtons jedoch auf die Sparkassen.